# Geumsan Insam Cello
Geumsan Insam Cello is een wielerploeg die een Zuid-Koreaanse licentie heeft. De ploeg bestaat sinds 2010. Geumsan Insam Cello komt uit in de continentale circuits van de UCI. Hee Dong Choi is de manager van de ploeg.

## Samenstellingen

### 2014
| Naam            | Geboortedatum    | Nationaliteit | Ploeg 2013 |
| --------------- | ---------------- | ------------- | ---------- |
| Hyeong Min Choe | 15 april 1990    | Zuid-Korea    |            |
| Jung Hwan Choe  | 27 augustus 1995 | Zuid-Korea    | Neo        |
| Kiho Choe       | 27 april 1995    | Zuid-Korea    | Neo        |
| Ju Hyeon Jo     | 28 februari 1994 | Zuid-Korea    |            |
| Sung Joon Kang  | 24 december 1991 | Zuid-Korea    | Neo        |
| Hee-jun Kim     | 15 oktober 1991  | Zuid-Korea    | Neo        |
| Ki Han Lee      | 22 maart 1989    | Zuid-Korea    | Neo        |
| Ki Hong Yoo     | 24 maart 1988    | Zuid-Korea    |            |

### 2013
| Naam                       | Geboortedatum    | Nationaliteit | Ploeg 2012         |
| -------------------------- | ---------------- | ------------- | ------------------ |
| Jae Hyun Bang              | 28 december 1993 | Zuid-Korea    |                    |
| Hyeong Min Choe            | 15 april 1990    | Zuid-Korea    |                    |
| Hyo-Suk Gong               | 1 januari 1986   | Zuid-Korea    |                    |
| In Hyeok Hwang             | 20 januari 1988  | Zuid-Korea    |                    |
| Cheung Gyo Jeong           | 24 december 1989 | Zuid-Korea    |                    |
| Ju Hyeon Jo                | 28 februari 1994 | Zuid-Korea    | Neo                |
| Ji Yong Kang (tot 24 juli) | 19 februari 1988 | Zuid-Korea    | Neo                |
| Byung Cheol Kim            | 5 november 1984  | Zuid-Korea    |                    |
| Ki Hong Yoo                | 24 maart 1988    | Zuid-Korea    |                    |
| Jung Hwan Youm             | 1 december 1985  | Zuid-Korea    | Seoul Cycling Team |